# Hilarion-François de Chevigné de Boischollet
Hilarion-François, baron de Chevigné de Boischollet (6 juin 1746, château de l'Herbergement - 23 février 1812, Nantes), est un prélat français, évêque de Séez.

## Biographie
Fils de René de Chevigné, seigneur de Boischollet et de L'Herbergement, et de Madeleine Françoise Pâris de Soulanges, il devient page du roi en 1759. Après son passage à la Sorbonne, il est nommé au canonicat de Saint-Pierre de Nantes. Il devient premier archidiacre, vicaire général de Nantes en 1784 et prieur de la Sainte-Trinité de Fougères. Il refuse de prêter serment à la constitution civile du clergé et émigre à Enghien où il devient aumônier du corps de Chasseurs belges constitué par le comte d'Arenberg. Il y retrouva son cousin le comte de Soulanges.
Après son retour à Nantes, il exerça pendant six ans son office secrètement. En 1802, pour avoir été le conseil de l'abbé Bernier au moment de la pacification de la Vendée, il est nommé évêque de Séez. Dans un premier temps, il refuse, car le titulaire du siège Jean-Baptiste du Plessis d'Argentré, qui était en exil à la suite de la Révolution, était toujours vivant. Jean-Baptiste d'Argentré envoya en France l'abbé de Malherbe, un de ses vicaires généraux, pour lui transmettre son approbation à ce qu'il lui succède. Chevigné accepte alors le siège et est sacré dans l’église Saint-Roch le 16 juin 1802.
Chevigné est l'un des évêques assistant au sacre et au couronnement de Bonaparte en 1804 et est créé baron de l'Empire. Mais son soutien inflexible au Saint-Siège, lors du conflit entre Napoléon Bonaparte et le Pape, provoque la fureur de Bonaparte qui exige sa démission (1811). Bien que sa démission ne soit pas acceptée par le Pape, Chevigné termine sa vie à Nantes.

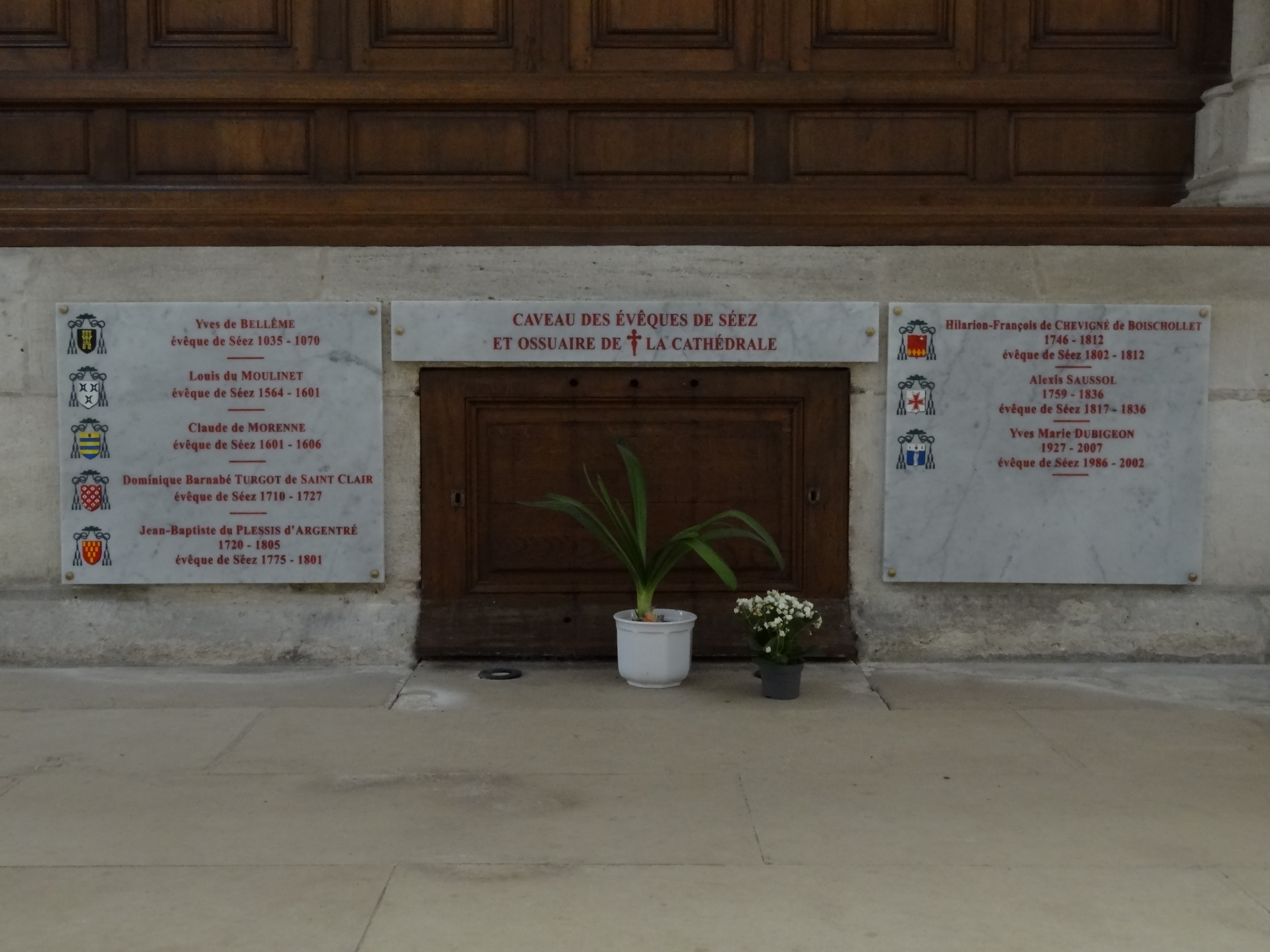
Vue de l'entrée du caveau des évêques de Séez dans la cathédrale Notre-Dame de Sées (Orne).

Mort à Nantes le 23 février 1812 des suites d'une attaque de paralysie, il est inhumé dans la chapelle du château de Saint-Thomas, sur Saint-Etienne de Montluc, appartenant à son cousin le comte de Chevigné. Ses restes sont rapatriés à Sées en 1875 et déposés dans le caveau des évêques sous le chœur de la cathédrale de Sées.

## Distinction
- Chevalier de la Légion d'honneur (19 aout 1810)[1]

## Sources
- Honoré Jean P. Fisquet, La France pontificale ... histoire chronologique et biographique des archevêques et évêques de tous les diocèses de France, 1864